# Quai Émile-Zola
Pour les articles homonymes, voir Autres voies Émile Zola.
Le quai Émile-Zola, est une voie de la ville française de Rennes, dans le département d'Ille-et-Vilaine.

## Situation et accès
Cette voie est un quai de la Vilaine s'étendant entre la place de la République et le quai de Richemont. Situé sur la rive gauche du fleuve, il fait face au quai Chateaubriand auquel il est relié par la passerelle Saint-Germain.

## Origine du nom
Il porte le nom de l'écrivain français Émile Zola, né à Paris le 2 avril 1840 et décédé à Paris le 29 septembre 1902

## Historique
Dans les Notices sur les rues de Rennes, en 1883, il est nommé quai de l’Université. Construit en 1846, il a auparavant porté le nom de quai Chateaubriand.

## Bâtiments remarquables et lieux de mémoire
L'entrée principale du musée des beaux-arts de Rennes (ancien palais universitaire) est située au numéro 20 de ce quai, tout comme le square Joseph-Loth.